# Оками, Юсин
Юсин Оками (яп. 岡見 勇信; 21 июля 1981, Канагава) — японский боец смешанного стиля, представитель средней и полусредней весовых категорий. Выступает на профессиональном уровне начиная с 2002 года, известен по участию в турнирах таких бойцовских организаций как UFC, Pride, Pancrase, M-1 Global, WSOF, был претендентом на титул чемпиона UFC в среднем весе. Действующий чемпион Shooto в среднем весе.

## Биография
Юсин Оками родился 21 июля 1981 года в Канагаве. В молодости практиковал джиу-джитсу и дзюдо, в дзюдо добился чёрного пояса.
Дебютировал в смешанных единоборствах в сентябре 2002 года, победив своего соперника единогласным решением судей. Довольно успешно выступал в таких крупных японских организациях как Pancrase и Pride Fighting Championships. Первое в карьере поражение потерпел в октябре 2003 года на турнире промоушена M-1 Global «Сборная России против сборной мира» — проиграл в первом же раунде представителю сборной России Амару Сулоеву. В дальнейшем довольно успешно дрался в различных промоушенах США, Японии и Южной Кореи. В 2006 году принял участие в турнире-восьмёрке Rumble on the Rock, где в стартовом поединке прошёл знаменитого бразильца Андерсона Силву — в первом раунде Силва нанёс запрещённый удар(в партере ногой в голову), Оками не смог восстановиться от этого удара, и в итоге бразильца дисквалифицировали. Тем не менее, во втором бою турнира Оками потерпел поражение решением большинства судей от американца Джейка Шилдса, который считался главным фаворитом соревнований и в конечном счёте выиграл гран-при.
Имея в послужном списке шестнадцать побед и только три поражения, в том же 2006 году Оками привлёк к себе внимание крупнейшей американской бойцовской организации Ultimate Fighting Championship и дебютировал здесь с победы единогласным решением над Аланом Белчером. Сумел сделать серию из четырёх побед подряд и в июне 2007 года встретился в октагоне с Ричем Франклином за первое место рейтинга и право оспорить титул чемпиона в среднем весе. Однако Франклин действовал несколько лучше, и все три судьи с небольшим перевесом отдали ему победу. Далее Оками одержал три победы подряд, в том числе ударом колена в голову нокаутировал бывшего чемпиона организации Эвана Таннера. В 2009 году провёл только лишь один бой, проиграл единогласным решением судей Чейлу Соннену, с которым впоследствии вместе тренировался в команде Team Quest.
Выиграв ещё три поединка в UFC, в 2011 году Юсин Оками наконец добился права оспорить титул чемпиона организации в средней весовой категории, который на тот момент принадлежал уже знакомому ему Андерсону Силве. На сей раз японский боец пропустил несколько сильных ударов от бразильца и проиграл техническим нокаутом в середине второго раунда. В 2012 году на турнире UFC в Японии Оками разочаровал своих болельщиков, потерпев поражение техническим нокаутом от Тима Боуча. В дальнейшем, тем не менее, одержал три победы подряд, в частности снова одолел Алана Белчера и раздельным решением победил кубинца Эктора Ломбарда, бывшего чемпиона Bellator. В 2013 году также уступил техническим нокаутом бразильцу Роналду Соузе и вскоре, несмотря на место в десятке сильнейших, был уволен из организации. Президент UFC Дэйна Уайт позже объяснил такое странное решение переполненностью дивизиона.
В 2014 и 2015 годах Оками провёл три боя в менее престижной организации WSOF, претендовал здесь на титул чемпиона в среднем весе, но не смог преодолеть действующего чемпиона Дэвида Бранча. В 2016 году дерётся преимущественно на японских аренах.

## Статистика в профессиональном ММА
| Боёв 54          | Побед 39 | Поражений 15 |
| ---------------- | -------- | ------------ |
| Нокаутом         | 15       | 7            |
| Сдачей           | 3        | 1            |
| Решением         | 20       | 7            |
| Дисквалификацией | 1        | 0            |

| Результат | Рекорд | Соперник           | Способ                               | Турнир                                  | Дата             | Раунд | Время | Место                      | Примечание                                               |
| --------- | ------ | ------------------ | ------------------------------------ | --------------------------------------- | ---------------- | ----- | ----- | -------------------------- | -------------------------------------------------------- |
| Победа    | 39–15  | Ким Джэ Ён         | Единогласное решение                 | Shooto 2024 Vol.8                       | 30 ноября 2024   | 5     | 5:00  | Токио, Япония              | Завоевал вакантный титул чемпиона Shooto в среднем весе  |
| Победа    | 38–15  | Ким Джэ Ён         | Единогласное решение                 | Shooto 2023 Vol.8                       | 2 декабря 2023   | 3     | 5:00  | Токио, Япония              |                                                          |
| Поражение | 37–15  | Аунг Ла Нсанг      | TKO (удары)                          | ONE 163                                 | 19 ноября 2022   | 1     | 1:42  | Каланг, Сингапур           | Бой в полутяжёлом весе                                   |
| Победа    | 37–14  | Агилан Тани        | Раздельное решение                   | ONE: Century – Part 1                   | 13 октября 2019  | 3     | 5:00  | Токио, Япония              |                                                          |
| Поражение | 36–14  | Джеймс Накашима    | Единогласное решение                 | ONE: Dawn of Heroes                     | 2 августа 2019   | 3     | 5:00  | Пасай, Филиппины           |                                                          |
| Поражение | 36-13  | Камран Аббасов     | TKO (удары руками)                   | ONE Championship: For Honor             | 5 мая 2019       | 2     | 1:10  | Джакарта, Индонезия        |                                                          |
| Поражение | 36-12  | Алексей Кунченко   | Единогласное решение                 | UFC Fight Night: dos Santos vs. Tuivasa | 2 декабря 2018   | 3     | 5:00  | Аделаида, Австралия        |                                                          |
| Победа    | 36-11  | Диегу Лима         | Единогласное решение                 | UFC on Fox: Poirier vs. Gaethje         | 14 апреля 2018   | 3     | 5:00  | Глендейл, США              | Бой в полусреднем весе.                                  |
| Поражение | 35-11  | Овинс Сен-Прё      | Техническая сдача (удушение Вон Флю) | UFC Fight Night: Saint Preux vs. Okami  | 23 сентября 2017 | 1     | 1:50  | Сайтама, США               | Дебют в полутяжёлом весе.                                |
| Победа    | 35-10  | Андре Лобато       | Единогласное решение                 | PFL 2                                   | 29 июля 2017     | 3     | 5:00  | Эверетт, США               |                                                          |
| Победа    | 34-10  | Пол Брэдли         | Раздельное решение                   | WSOF 34                                 | 31 декабря 2016  | 3     | 5:00  | Нью-Йорк, США              |                                                          |
| Победа    | 33-10  | Синго Судзуки      | Сдача (удушение сзади)               | Pancrase 279                            | 24 июля 2016     | 1     | 2:06  | Токио, Япония              |                                                          |
| Победа    | 32-10  | Рюта Сакураи       | TKO (остановлен секундантом)         | DEEP 75 Impact: 15th Anniversary        | 27 февраля 2016  | 2     | 4:23  | Токио, Япония              |                                                          |
| Поражение | 31-10  | Джон Фитч          | Единогласное решение                 | WSOF 24                                 | 17 октября 2015  | 3     | 5:00  | Машантукет, США            | Дебют в полусреднем весе.                                |
| Поражение | 31-9   | Дэвид Бранч        | TKO (удары руками)                   | WSOF 15                                 | 15 ноября 2014   | 4     | 3:39  | Тампа, США                 | Бой за титул чемпиона WSOF в среднем весе.               |
| Победа    | 31-8   | Светлозар Савов    | Сдача (треугольник руками)           | WSOF 9                                  | 29 марта 2014    | 2     | 4:46  | Лас-Вегас, США             |                                                          |
| Поражение | 30-8   | Роналду Соуза      | TKO (удары руками)                   | UFC Fight Night: Teixeira vs. Bader     | 4 сентября 2013  | 1     | 2:47  | Белу-Оризонти, Бразилия    |                                                          |
| Победа    | 30-7   | Эктор Ломбард      | Раздельное решение                   | UFC on Fuel TV: Silva vs. Stann         | 3 марта 2013     | 3     | 5:00  | Сайтама, Япония            |                                                          |
| Победа    | 29-7   | Алан Белчер        | Единогласное решение                 | UFC 155                                 | 29 декабря 2012  | 3     | 5:00  | Лас-Вегас, США             |                                                          |
| Победа    | 28-7   | Бадди Робертс      | TKO (удары руками)                   | UFC 150                                 | 11 августа 2012  | 2     | 3:05  | Денвер, США                |                                                          |
| Поражение | 27-7   | Тим Боуч           | TKO (удары руками)                   | UFC 144                                 | 26 февраля 2012  | 3     | 0:54  | Сайтама, Япония            |                                                          |
| Поражение | 27-6   | Андерсон Силва     | TKO (удары руками)                   | UFC 134                                 | 27 августа 2011  | 2     | 2:04  | Рио-де-Жанейро, Бразилия   | Бой за титул чемпиона UFC в среднем весе.                |
| Победа    | 27-5   | Нейт Марквардт     | Единогласное решение                 | UFC 122                                 | 13 ноября 2010   | 3     | 5:00  | Oberhausen, Германия       | Претендентский бой на титул чемпиона UFC в среднем весе. |
| Победа    | 26-5   | Марк Муньос        | Раздельное решение                   | UFC Live: Jones vs. Matyushenko         | 1 августа 2010   | 3     | 5:00  | Сан-Диего, США             |                                                          |
| Победа    | 25-5   | Лусиу Линарес      | TKO (остановлен врачом)              | UFC Fight Night: Florian vs. Gomi       | 31 марта 2010    | 2     | 2:47  | Шарлотт, США               |                                                          |
| Поражение | 24-5   | Чейл Соннен        | Единогласное решение                 | UFC 104                                 | 24 октября 2009  | 3     | 5:00  | Лос-Анджелес, США          |                                                          |
| Победа    | 24-4   | Дин Листер         | Единогласное решение                 | UFC 92                                  | 27 декабря 2008  | 3     | 5:00  | Лас-Вегас, США             |                                                          |
| Победа    | 23-4   | Эван Таннер        | KO (удар коленом)                    | UFC 82                                  | 1 марта 2008     | 2     | 3:00  | Колумбус, США              |                                                          |
| Победа    | 22-4   | Джейсон Макдональд | Единогласное решение                 | UFC 77                                  | 20 октября 2007  | 3     | 5:00  | Цинциннати, США            |                                                          |
| Поражение | 21-4   | Рич Франклин       | Единогласное решение                 | UFC 72                                  | 16 июня 2007     | 3     | 5:00  | Белфаст, Северная Ирландия | Претендентский бой на титул чемпиона UFC в среднем весе. |
| Победа    | 21-3   | Майк Суик          | Единогласное решение                 | UFC 69                                  | 7 апреля 2007    | 3     | 5:00  | Хьюстон, США               |                                                          |
| Победа    | 20-3   | Рори Сингер        | Сдача (удары руками)                 | UFC 66: Liddell vs. Ortiz               | 30 декабря 2006  | 3     | 4:03  | Лас-Вегас, США             |                                                          |
| Победа    | 19-3   | Кейлиб Старнз      | TKO (удары руками)                   | UFC 64: Unstoppable                     | 14 октября 2006  | 3     | 1:40  | Лас-Вегас, США             |                                                          |
| Победа    | 18-3   | Алан Белчер        | Единогласное решение                 | UFC 62: Liddell vs. Sobral              | 26 августа 2006  | 3     | 5:00  | Лас-Вегас, США             |                                                          |
| Победа    | 17-3   | Идзуру Такэути     | TKO (удары руками)                   | GCM: D.O.G. 6                           | 11 июня 2006     | 1     | 3:39  | Токио, Япония              |                                                          |
| Победа    | 16-3   | Бан Джи Вон        | TKO (удары руками)                   | MARS: World Grand Prix                  | 13 мая 2006      | 1     | 4:38  | Тиба, Япония               |                                                          |
| Поражение | 15-3   | Джейк Шилдс        | Решение большинства                  | Rumble on the Rock 9                    | 21 апреля 2006   | 3     | 5:00  | Гонолулу, США              | Второй этап турнира ROTR                                 |
| Победа    | 15-2   | Андерсон Силва     | DQ (запрещённый удар)                | Rumble on the Rock 8                    | 20 января 2006   | 1     | 2:33  | Гонолулу, США              | Первый этап турнира ROTR                                 |
| Победа    | 14-2   | Ли Мён Джу         | TKO (остановлен секундантом)         | Hero’s 2005 in Seoul                    | 5 ноября 2005    | 1     | 4:14  | Сеул, Южная Корея          |                                                          |
| Победа    | 13-2   | Дэмиен Риккио      | TKO (удары руками)                   | GCM: D.O.G. 3                           | 17 сентября 2005 | 2     | 2:44  | Токио, Япония              |                                                          |
| Победа    | 12-2   | Ник Томпсон        | Сдача (травма локтя)                 | GCM: D.O.G. 2                           | 11 июня 2005     | 1     | 0:29  | Токио, Япония              |                                                          |
| Победа    | 11-2   | Брайан Фостер      | Сдача (треугольник руками)           | GCM: D.O.G. 1                           | 12 марта 2005    | 3     | 2:53  | Токио, Япония              |                                                          |
| Победа    | 10-2   | Эйдзи Исикава      | Единогласное решение                 | Pancrase: Brave 9                       | 12 октября 2004  | 3     | 5:00  | Токио, Япония              |                                                          |
| Поражение | 9-2    | Фаланико Витале    | Раздельное решение                   | SuperBrawl 36                           | 18 июня 2004     | 3     | 5:00  | Гонолулу, США              |                                                          |
| Победа    | 9-1    | Рюта Сакураи       | Единогласное решение                 | Pride Bushido 2                         | 15 февраля 2004  | 2     | 5:00  | Иокогама, Япония           |                                                          |
| Победа    | 8-1    | Коусэй Кубота      | TKO (удары руками)                   | GCM: Demolition 13                      | 18 января 2004   | 1     | 1:47  | Япония                     |                                                          |
| Поражение | 7-1    | Амар Сулоев        | TKO (удары руками)                   | M-1 MFC: Russia vs. the World 6         | 10 октября 2003  | 1     | 4:44  | Москва, Россия             |                                                          |
| Победа    | 7-0    | Кадзухиро Ханада   | TKO (удары руками)                   | GCM: Demolition 9                       | 21 июля 2003     | 1     | 4:47  | Иокогама, Япония           |                                                          |
| Победа    | 6-0    | Хидэхико Хасегава  | Единогласное решение                 | GCM: Demolition 7                       | 1 мая 2003       | 2     | 5:00  | Токио, Япония              |                                                          |
| Победа    | 5-0    | Хикару Сато        | Единогласное решение                 | Pancrase: Hybrid 1                      | 26 января 2003   | 2     | 5:00  | Токио, Япония              |                                                          |
| Победа    | 4-0    | Сэн Накадаи        | Единогласное решение                 | Pancrase: Spirit 8                      | 30 ноября 2002   | 2     | 5:00  | Иокогама, Япония           |                                                          |
| Победа    | 3-0    | Стив Уайт          | Сдача (удары руками)                 | Pride FC: The Best, Vol. 3              | 20 октября 2002  | 2     | 3:25  | Токио, Япония              |                                                          |
| Победа    | 2-0    | Кёсукэ Сасаки      | Единогласное решение                 | GCM: Demolition 1                       | 8 сентября 2002  | 2     | 5:00  | Япония                     |                                                          |
| Победа    | 1–0    | Хидехиса Мацуда    | TKO (удаоы)                          | Pride The Best Volume 2                 | 20 июля 2002     | 1     | 3:52  | Япония[                    |                                                          |